# Pierwszy nauczyciel
Pierwszy nauczyciel (ros. Первый учитель, Pierwyj uczitiel) – radziecki czarno-biały film dramatyczny z 1965 roku w reżyserii Andrieja Konczałowskiego. Powstał na podstawie utworu Czingiza Ajtmatowa opublikowanego dwa lata wcześniej o tym samym tytule. Film pokazuje walkę klasową w Kirgistanie na początku lat dwudziestych. Cechuje go surowa romantyka oraz wiara w rewolucję i naukę Lenina. W roli Diujszena Bołot Bejszenalijew.
Film Pierwszy nauczyciel to ballada o pierwszym wysłanniku władzy radzieckiej w kirgiskim aule. Nauczyciel, pomimo wielu nieudolnych próby działania, dzięki zapałowi, okazuje się być zwycięzcą w zbliżeniu swojego aulu do cywilizacji. 

## Fabuła
Jest rok 1923, właśnie skończyła się wojna domowa. Były czerwonoarmista Diujszen, wyjeżdża pracować jako nauczyciel do dalekiej kirgiskiej wioski Pyłki. Natchniony fanatyzm w szerzeniu postępowych idei zderza się w krwawym pojedynku z wielowiekową tradycją, jednak nic nie może złamać nauczyciela Diujszena.

## Obsada
- Bołot Bejszenalijew jako nauczyciel Diujszen
- Natalja Arinbasarowa jako Ałtynaj
- Ydyrys Nogajbajew jako Narmagambet
- Darkül Küjükowa jako ciotka Ałtynaj
- Sobetbek Dżumadyłow jako Kaimbaj

## Nagrody
- 27. MFF w Wenecji
  - 1966: Wygrana - Puchar Volpiego dla najlepszej aktorki (Natalja Arinbasarowa)[4]
  - 1966: Nominacja - Złoty Lew
- Jussi
  - 1973: Wygrana: Jussi (finlandzki Oscar) w kategorii:  Najlepszy reżyser zagraniczny Andriej Konczałowski.
- Sputnik
  - 2009: Nominacja: Sekcja 'Tu idzie młodość' w kategorii: Udział w sekcji Andriej Konczałowski.